# دورجا بورو
دورجا بورو (28 يناير 1987 - ) هو لاعب كرة قدم هندي في مركز الهجوم. لعب مع نادي تشرتشل براذرز وOil India FC ‏ ونورث إيست يونايتد وGuwahati FC ‏ وShillong Lajong FC ‏ وMumbai Tigers FC ‏.

## روابط خارجية
- دورجا بورو على موقع قاعدة بيانات كرة القدم.إي يو (الإنجليزية)
- دورجا بورو على موقع Soccerway.com (الإنجليزية)